# ألفريدو روتا
ألفريدو روتا (بالإيطالية: Alfredo Rota)‏ هو مبارز بالسيف إيطالي، ولد في 21 يوليو 1975 في ميلانو في إيطاليا.

## وصلات خارجية
- ألفريدو روتا على موقع الاتحاد الدولي للمبارزة (الإنجليزية)
- ألفريدو روتا على موقع الاتحاد الأوروبي للمبارزة (الإنجليزية)
- ألفريدو روتا على موقع اللجنة الأولمبية الدولية (الإنجليزية)
- ألفريدو روتا على موقع أوليمبيديا (الإنجليزية)
- ألفريدو روتا على موقع اللجنة الأولمبية الإيطالية (الإيطالية)